# Hermann Gropp

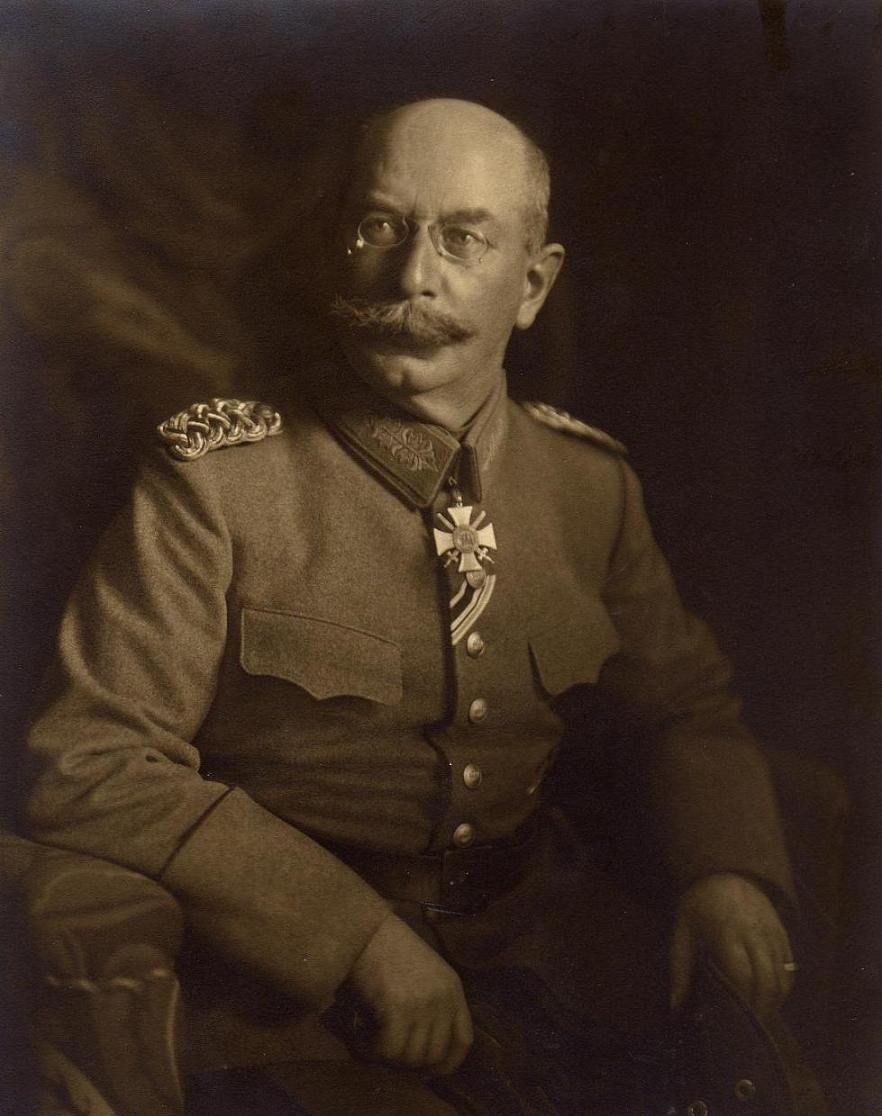
Hermann Gropp

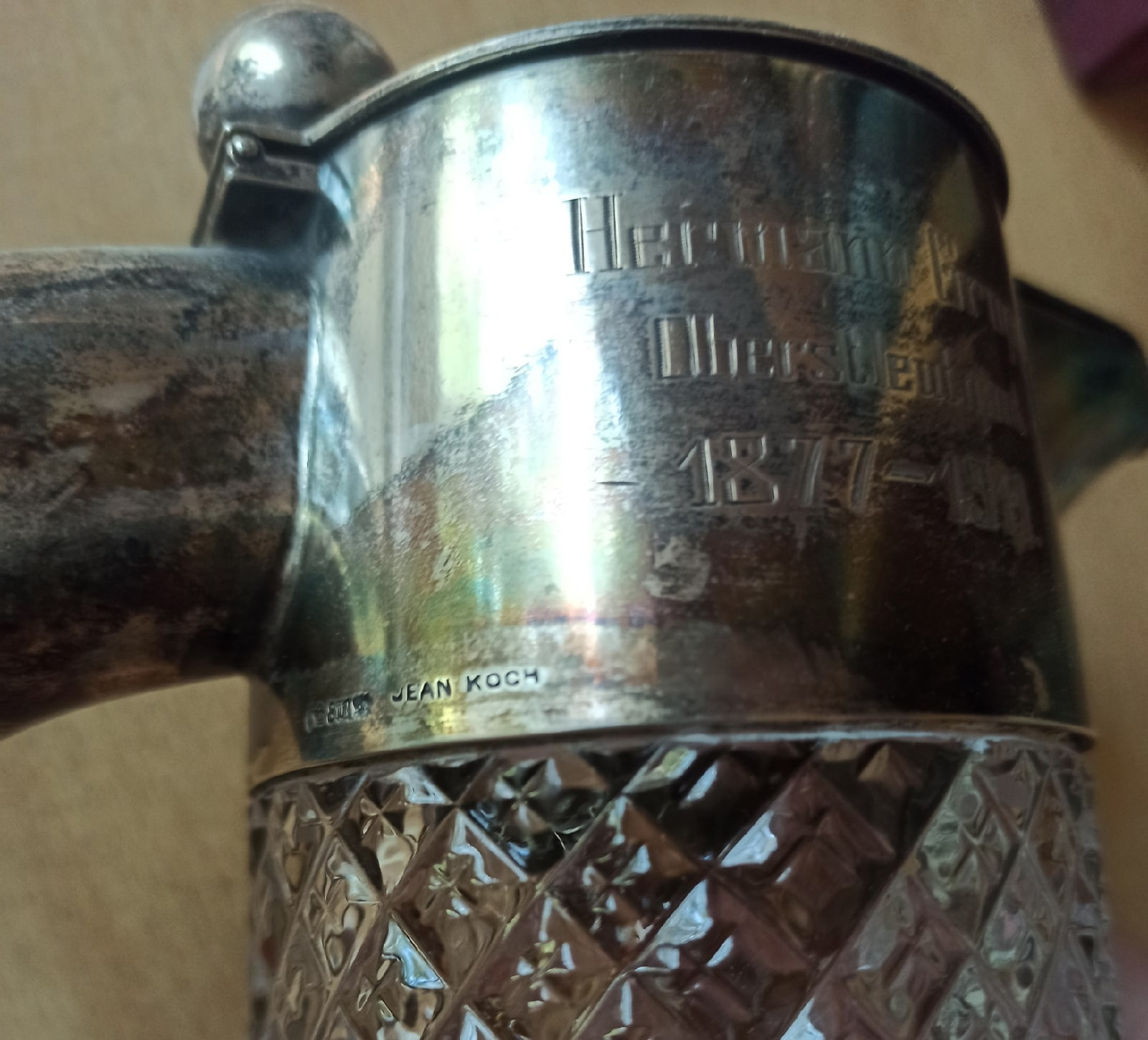
Geschenkbecher für Gropp (Dienstjahre 1877–1911)

Ernst Wilhelm Eduard Hermann Gropp (* 3. April 1856; † 23. August 1927) war ein preußischer Generalmajor.

## Leben
Gropp schlug eine Offizierslaufbahn in der Preußischen Armee ein und diente seit 1877 im 5. Westfälischen Infanterie-Regiment Nr. 53. Bis 1903 stieg er zum Hauptmann und Chef der 11. Kompanie auf. Am 21. April 1911 wurde er zum Oberstleutnant befördert und war Kommandeur des III. Bataillons in Köln. Am 18. November 1911 erfolgte seine Versetzung zum Stab des Infanterie-Regiments „Graf Barfuß“ (4. Westfälisches) Nr. 17 nach Mörchingen. Daran schloss sich zum 1. Oktober 1913 seine Verwendung als Kommandant von Graudenz an und in dieser Stellung wurde Gropp am 27. Januar 1914 zum Oberst befördert.
Im Ersten Weltkrieg kommandierte er ab dem 25. September 1915 die neu aufgestellte 170. Landwehr-Infanterie-Brigade. In dieser Eigenschaft erhielt er im November 1916 den Kronen-Orden II. Klasse mit Schwertern und wurde am 22. März 1917 zum Generalmajor befördert. Er übergab am 27. Februar 1918 das Kommando an Heribert Graf Spee, wurde am 4. Juli 1918 in Genehmigung seines Abschiedgesuches mit der gesetzlichen Pension zur Disposition gestellt und im August 1918 mit dem Roten Adlerorden II. Klasse mit Schwertern ausgezeichnet.

## Trivia
Hermann Gropps Geschenkbecher, den er als Oberst von Kameraden des 5. Westfälischen Infanterieregiments Nr. 53 erhalten hat, wurde in Russland gefunden und befindet sich in einer Privatsammlung.